# 香料共和國
《香料共和國》（英語：A Touch of Spice），於2003年所上映之希臘電影，由迪索·布麥特斯所執導，由喬治·柯拉費司飾演成年的凡尼斯，少年時期則由馬科斯·奧賽所飾演。

## 剧情
天文学和天体物理学教授范尼斯·雅科维德斯回忆起他在伊斯坦布尔成长的童年。范尼斯7岁时，他的祖父瓦西利斯是一家以香料为特色的杂货店老板。也是一位烹饪哲学家。范尼斯对他的祖父非常依恋，瓦西利斯会用富有想象力的方式来帮助孙子做作业。例如，瓦西里斯会给孙子讲授太阳系的行星，给他看一幅插图，然后用香料代替行星。肉桂取代了金星的位置，因为根据瓦西利斯的说法，"像所有女人一样，肉桂既苦又甜"。范尼斯还爱上了他祖父商店楼上居住的土耳其女孩萨伊梅。
然而，从1955年的伊斯坦布尔大屠杀开始，一直到1978年，伊斯坦布尔的希腊裔社区因政府策划的一系列暴乱、大屠杀和驱逐出境而从13.5万人减少到7000人。1964年，随着安卡拉政府决定背弃1930年的《希腊-土耳其安卡拉公约》，确认希腊etablis（在伊斯坦布尔出生和生活但拥有希腊公民身份的希腊人）在土耳其生活和工作的权利，范尼斯的大部分家人被驱逐，居住在伊斯坦布尔的大多数希腊公民被驱逐到希腊，尽管大多数人以前从未在那里居住过。由于瓦西利斯不是双重国籍，他能够留下来，而他的孙子范尼斯和父母被驱逐到雅典。
范尼斯最初在希腊很难适应，他一直想把时间花在厨房做饭上，因为这是他与祖国之间的唯一联系。然而，这让他的母亲很不高兴，她担心这个男孩要么有严重的抑郁症，要么是同性恋。范尼斯从童年成长到成年，保留了他的烹饪天赋，并经常向那些寻求帮助的人提供他伊斯坦布尔美食的秘密。
随着岁月的流逝，土耳其和希腊之间的紧张局势得到缓和，祖父瓦西利斯曾多次承诺到雅典看望孙子，但都没有兑现承诺。最后没有完成这个约定的原因是他迅速下降的健康状况。因此，范尼斯在三十年后回到君士坦丁堡，看望濒临死亡的祖父，同时也遇到了他的旧爱萨伊梅，后者现在已经结婚。他们一起反思自己的生活，以及政治改变的一切。
范尼斯最终意识到，忘记了他祖父的教导，他没有在自己的生活中加入一点 "香料"。

## 外部連結
- 互联网电影数据库（IMDb）上《香料共和國》的资料（英文）